# Ẩn tinh (thạch học)
Trong thạch học và khoáng vật học, ẩn tinh là dạng kiến trúc của đá, khoáng vật, trong đó các tinh thể khoáng vật có kích thước rất nhỏ (0,1 - 1 μm), không phân biệt được ranh giới các hạt dưới kính hiển vi thông thường. Ví dụ, mã não là thạch anh dạng ẩn tinh.

## Các đá ẩn tinh phổ biến
- Andesit
- Bazan
- Basanit
- Dacit
- Felsit
- Leucitophyr
- Phonolit
- Ryolit
- Trachyt